# Balázs Apponyi
Balázs Apponyi ( a trăit în secolul al XVII-lea, date biografice există din perioada 1621-1637) a fost un poet renascentist maghiar, autor de poeme religioase.